# Интернет в Афганистане
Интернет в Афганистане — это часть сети Интернет, предназначенная для пользователей из Афганистана.

## История
Во время первого правления движения «Талибан» Интернет был официально запрещён. Первый интернет-провайдер в Кабуле был создан таджикской компанией «Вавилон-Т». После свержения режима талибов Интернет стал стремительно развиваться. По информации Министерства связи и информации, Интернет появился в Афганистане в 2002 году, но в те времена им могли пользоваться исключительно высокопоставленные чиновники, представительства международных, гуманитарных организаций, дипломатические представительства в Афганистане и ряд представительств международных СМИ.

## Пользователи
Число пользователей Интернета в Афганистане составляло около 300 тысяч человек[когда?]. Особым спросом этот способ коммуникаций и получения информации пользуется среди молодёжи. К 2009 году число пользователей всемирной сети в Афганистане выросло до 1 миллиона, а к 2016 превысило 3,5 миллиона человек.

## Домен
Доменом афганского Интернета является .af, созданный в 1997 году.

## Интернет-провайдеры
Ниже приведены некоторые из интернет-провайдеров, действующих в Афганистане:
AfSat
Neda
CeReTechs
Insta
IO Global Services (P) Limited
Rana Technologies
LiwalNet PACTEC
International
(Providing Internet Service to NGOs)

## Интернет-цензура
16 мая 2010 года Министерство связи Афганистана объявило, что в стране официально началась интернет-цензура. Раннее министр информации и культуры и исполняющий обязанности министра связи в совместной пресс-конференции объявили, что сайты, нарушающие принципы ислама и угрожающие национальной безопасности страны, будут закрыты. Под данный запрет попадают сайты, которые пропагандируют порнографию, употребление алкоголя, азартные игры и другие виды деятельности, которые нарушают культурные ценности Афганистана и ислама. Эта инициатива появилась после многочисленных обсуждений сетевой цензуры в парламенте страны. Некоторые интернет-провайдеры 1 мая 2010 года проинформировали своих абонентов о том, что согласно закону им придётся блокировать все сайты, которые связаны с порнографией, азартными играми, наркотиками, алкоголем и оружием. В 2010 году правительство попыталось закрыть интернет-кафе, в которых пользователи имели доступ к запрещённым сайтам. Афганское правительство предпринимало несколько попыток фильтровать интернет. В том числе, в Афганистане веб-сайт YouTube был закрыт после того, как там было опубликовано видео, оскорбляющее Пророка Мухаммеда. Позже в 2013 году доступ к сайту был открыт.

## Пользователи по городам
Кабул, Херат, Балх, Джелалабад и Хост имеют большинство интернет-пользователей.

## Список примечаний
1. ↑  В Афганистане введён запрет на использование интернета. NEWSru (15 июля 2001). Дата обращения: 13 августа 2010. Архивировано 21 декабря 2014 года.
2. ↑  TDG — Tajikistan Development Gateway. Дата обращения: 9 апреля 2009. Архивировано 28 октября 2007 года.
3. ↑  Afghanistan (англ.). The World Factbook — Central Intelligence Agency. CIA. Дата обращения: 15 октября 2018. Архивировано из оригинала 20 сентября 2017 года.
4. ↑  Internet Service Providers (ISP) - Ministry of Communications and Information Technology. Дата обращения: 11 ноября 2013. Архивировано из оригинала 23 декабря 2011 года.
5. 1 2  BBC ‮فارسی - ‮افغانستان - ‮افغانستان سانسور اینترنتی را آغاز کرد. Дата обращения: 11 ноября 2013. Архивировано 9 января 2013 года.
6. ↑  ‮افغانستان - BBC ‮فارسی - ‮'سایت یوتیوب در افغانستان لغو فیلتر شد'. Дата обращения: 11 ноября 2013. Архивировано 29 января 2013 года.
7. ↑  Altai - Afghan Media in 2010 Архивировано 28 мая 2011 года.